# Ниувенёйс, Йорис
Йорис Ниувенёйс (нидерл. Joris Nieuwenhuis род. 11 февраля 1996, Дутинхем, Гелдерланд) — нидерландский профессиональный  шоссейный велогонщик, выступающий с 2019 года за команду мирового тура «Team Sunweb».

## Достижения

### Велокросс
2012-2013
3-й Чемпионат Нидерландов U19
2013-2014
 Чемпионат Нидерландов U19
2014-2015
2-й Чемпионат Нидерландов U23
2015-2016
3-й Кубок мира по велокроссу UCI U23
2016-2017
 Чемпион мира U23
 Чемпионат Нидерландов U23
1-й Кубок мира по велокроссу UCI U23
2-й Чемпионат Нидерландов U23
2017-2018
 Чемпионат Нидерландов U23
 Чемпионат мира U23
2019-2020
3-й Чемпионат Нидерландов
2020-2021
10-й Чемпионат мира
2021-2022
8-й Чемпионат Европы
2022-2023
2-й Чемпионат Нидерландов
4-й Чемпионат Европы
2023-2024
 Чемпионат Нидерландов

### Шоссе
2016
1-й  Букль де ля Майен — Горная классификация
2018
9-й Антверп Порт Эпик
2019
6-й Европейские игры — Групповая гонка
Тур Норвегии
7-й — Генеральная классификация
3-й — Молодёжная классификация
2020
Париж — Тур

## Рейтинги
| Год                 | 2018   | 2019  | 2020  | 2021   | 2022  |
| ------------------- | ------ | ----- | ----- | ------ | ----- |
| Мировой рейтинг UCI | 1589-й | 403-й | 283-й | 2301-й | 970-й |
| Европейский тур UCI | 1023-й | 321-й | 231-й | 1534-й | 706-й |
|                     |        |       |       |        |       |
| Источник: UCI       |        |       |       |        |       |